# وريد مخي سفلي
الأوردة المخية السفلية هي الأوردة التي تقوم بتصريف السطح السفلي لنصفي الكرة المخية وتفرغ في الجيوب الكهفية والجيوب المستعرضة.
تلك الموجودة على السطح الحجاجي للفص الجبهي تنضم إلى الأوردة المخية العلوية، ومن خلال هذه الأوردة تنفتح في  الجيب السهمي العلوي.
الأوردة الموجودة في الفص الصدغي مفاغرة مع الشرايين الدماغية المتوسطة والأوردة القاعدية، وتنظم إلى الجيوب الكهفية والجيوب الوتدية الجدارية [الإنجليزية] والجيوب الصخرية العلوية.

## معرض الصورة

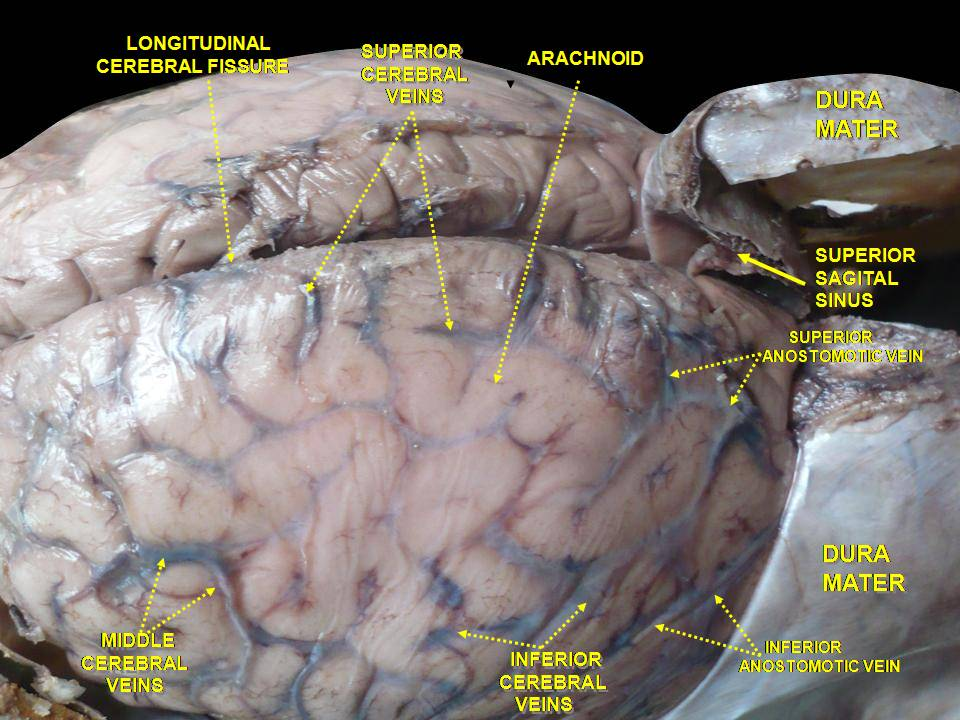
السحايا والأوردة الدماغية السطحية. تشريح عميق.